# مرقد شاه جلال

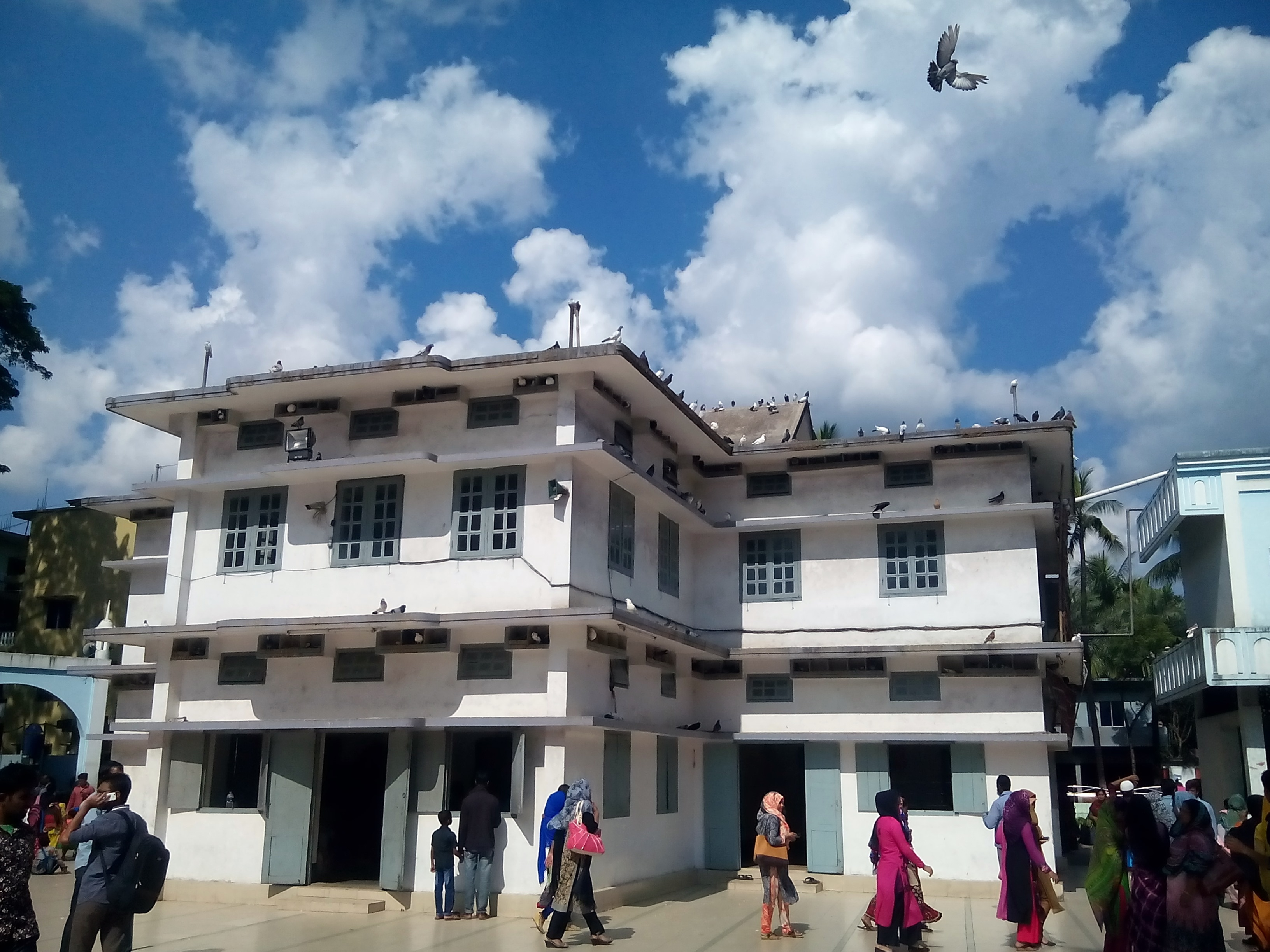
مرقد شاه جلال

مرقد شاه جلال (بالبنغالية: শাহজালাল দরগাহ) هو مكان دفن شيخ صوفي معروف بإسم شاه جلال وذلك في القرن الرابع عشر، ويقع في سيلهيت من بنغلاديش حيث الموقع المعروف باسم درقاعة تم تشييده في الأصل حوالي 1500 م، وعلى الرغم من إجراء العديد من الإضافات والتعديلات على هياكلها على مدى القرون التالية. أصبح مركزًا دينيًا في المنطقة كما يحظى بالاحترام عبر الإدارات الحاكمة المتعددة ويتم تبجيله بشكل كبير بين البنغاليين وذلك مع تطور الفولكلور المحلي والأساطير حوله.
يخدم المجمع المحيط الواسع العديد من الوظائف ويتضمن أربعة مساجد ومدرسة دينية ومقبرة عامة وغيرها. كما يعد مرقده حالياً من أكبر المواقع الدينية وأكثرها زيارة في بنغلاديش.
كان شاه جلال شيخاً صوفيًا تقليديًا تزامنت حياتُه في فترة الفتح الإسلامي لسيلهيت وكذلك انتشار الإسلام في المنطقة. وصفه سيد مرتضى علي بأنه «شفيع سيلهيت» وبعد وفاته عام 1347 أصبح مكان دفن الشاه جلال في المدينة موضع تكريم. يقوم كل من المسلمين البنغاليين والهندوس بزيارة الموقع لتقديم القرابين والدعاء، يجذب مهرجان أورس السنوي وهو مهرجان ذكرى وفاة الصوفية الآلاف من الزوار، معظمهم من بنجلاديش والهند المجاورة. تعتبر الدرقاعة حالياً من أكثر المزارات زيارة في بنغلاديش حيث أطلق عليها المؤرخ سيد محمود الحسن اسم «المركز الديني لسيلهيت».